# Ріплянка

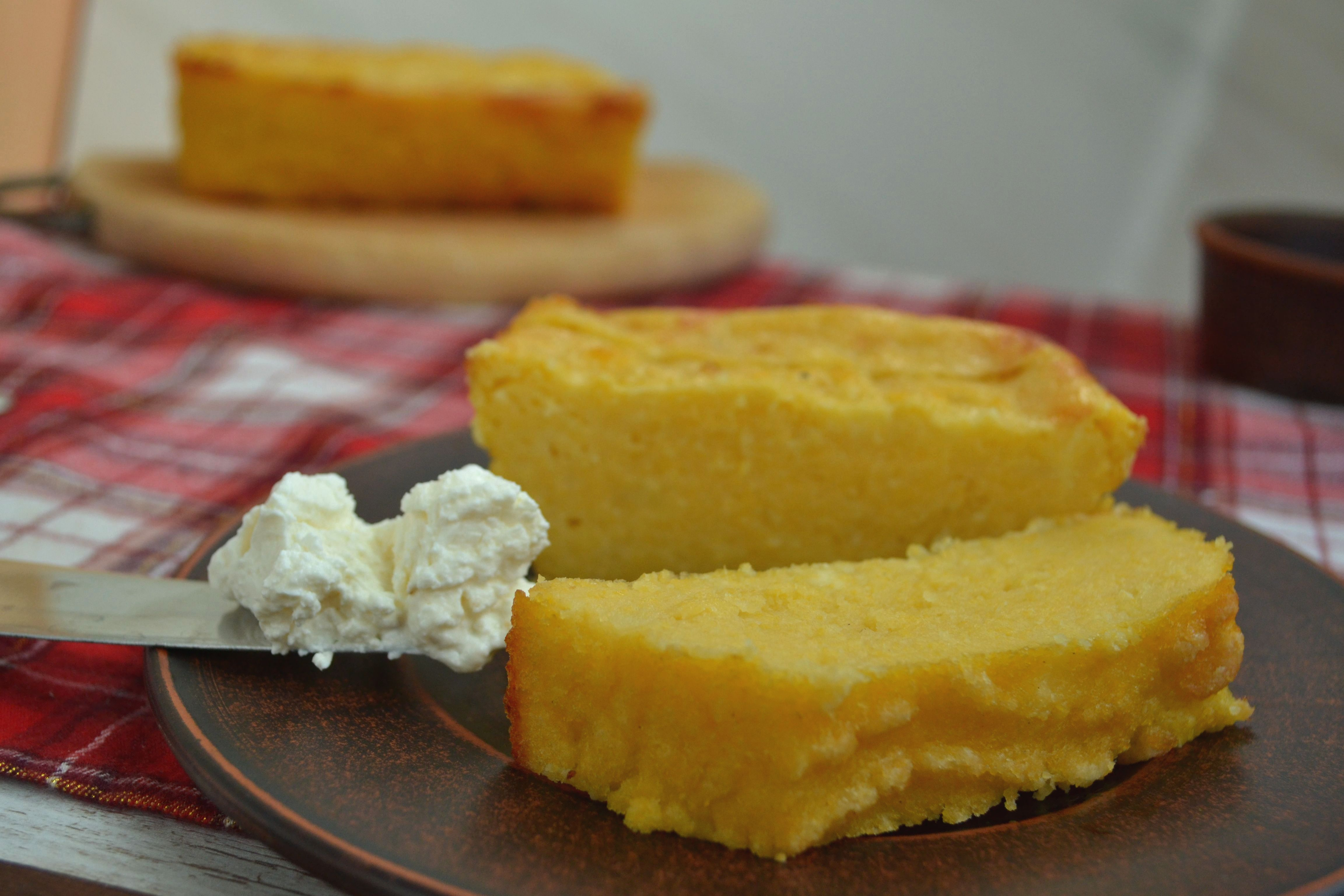
Шматочки ріплянки

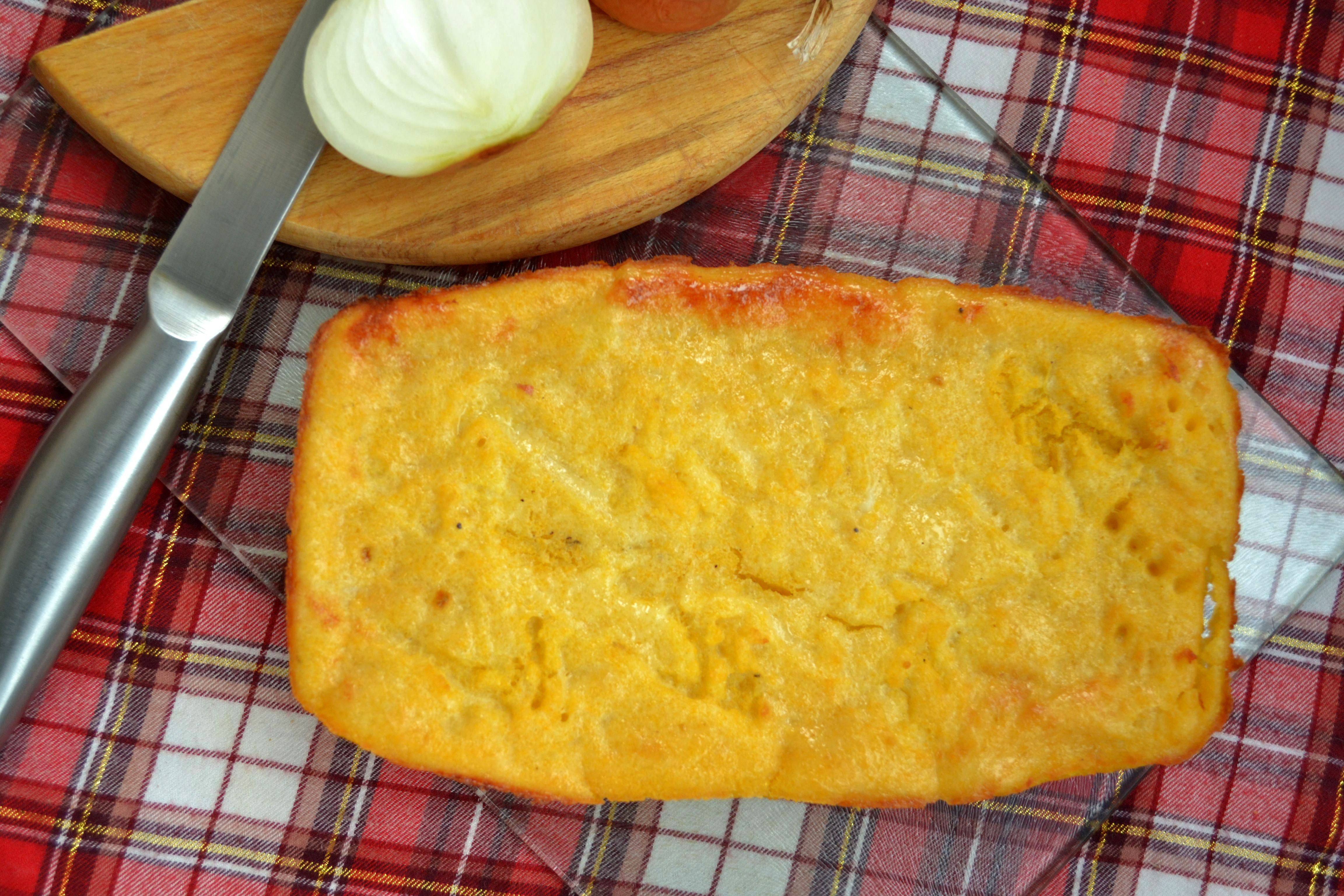
Ріплянка

Ріпля́нка — це традиційна страва жителів Колочави. Складається воно з розвареного в пюре картоплі і кукурудзяного борошна. Страва так називається, тому що на місцевому діалекті «ріпа» — це картопля.
Варять картоплю в невеликій кількості води, всипають туди попередньо замочену у теплій воді кукурудзяну крупу (середнього помолу). Вимішують до однорідності. Посуд для запікання рясно змащують вершковим маслом. Викладають у нього ріплянку, зверху кладуть шматочок масла і притрушують бринзою. Запікають у духовці (220℃) протягом 30-40 хвилин до утворення золотистої корочки.
Подають ріплянку зі сметаною та шкварками. Доречними додатками до неї стануть соління та салат із квашеної капусти.